# Col·legi Claret
Col·legi Claret, o Col·legi Sant Antoni Maria Claret, són una xarxa de col·legis regits pels claretians arreu del món, el primer dels quals va ser el Col·legi Claret de Barcelona creat l'any 1871. En els seus inicis portaven el nom de Col·legi Cor de Maria.
A Catalunya també hi ha col·legis claretians a a Sabadell, on els claretians van arribar el 1899, a Valls, inaugurat el 15 de febrer de 1940, i a Cornellà de Llobregat, que inicià les classes l'any 1960. També hi ha col·legis claretians a Las Palmas de Gran Canaria, fundat el 1881, a Sevilla, que inicià les classes el 1940, a València-Benimaclet, que es constituí el 1962, a València-La Fontsanta, Madrid, Segòvia, Aranda de Duero.
Arreu del món hi ha a les Filipines, la República Dominicana, Argentina, Veneçuela, Costa Rica, Panamà i l'Índia.